# Billy Apple
Billy Apple, nacido Barrie Bates (Auckland, 31 de diciembre de 1935-6 de septiembre de 2021) fue un artista neozelandés cuya obra se asocia con las escuelas neoyorquina y británica de arte pop de los años sesenta y con el movimiento de arte conceptual de los años setenta. Colaboró con artistas como Andy Warhol y otros artistas pop. Su obra forma parte de la colección permanente del Museum of New Zealand Te Papa Tongarewa (Nueva Zelanda), la Auckland Art Gallery Toi o Tamaki (Nueva Zelanda), la Christchurch Art Gallery / Te Puna o Waiwhetu (Nueva Zelanda), la Universidad de Auckland (Nueva Zelanda) y el SMAK/Museo de Arte Contemporáneo de Gante (Bélgica).

## Biografía
Barrie Bates nació en Auckland, Nueva Zelanda en 1935. Dejó la escuela secundaria sin ninguna cualificación y aceptó un trabajo como ayudante de un fabricante de pinturas en 1951. Bates asistió a clases nocturnas en la Elam School of Fine Arts (Escuela de Bellas Artes de Elam), donde conoció a Robert Ellis, un graduado de la Royal College of Art en Londres.
En 1959 abandonó Nueva Zelanda con una beca de la Galería de Arte Nacional. Estudió en el Royal College of Art de Londres, desde 1959 hasta 1962. Durante su estancia en el Royal College of Art, Bates conoció a otros  artistas que se convirtió en una nueva generación de artistas pop , como David Hockney, Derek Boshier, Frank Bowling y Pauline Boty. Durante este tiempo expuso con frecuencia durante en el College, en las exposiciones Young Contemporaries y Young Commonwealth Artists.

## Billy Apple
En 1962 Bates concibió a Billy Apple: se decoloró el pelo y las cejas y cambió su nombre por el de Billy Apple. Apple tuvo su primera exposición individual en 1963 - Apple Sees Red: Live Stills - en Londres.
Apple se trasladó a Nueva York en 1964: progresó en su carrera artística y también encontró trabajo en varias agencias de publicidad.
Un acontecimiento fundamental fue la exposición de 1964 "The American Supermarket", un espectáculo celebrado en la galería Paul Bianchini en el Upper East Side. La muestra se presentaba como el típico ambiente de un pequeño supermercado, salvo que todo lo que había en él –los productos, las conservas, la carne, los carteles en la pared, etc.- era obra de seis destacados artistas pop de la época– fue creado por seis destacados artistas pop de la época, como Billy Apple, Andy Warhol, Claes Oldenburg, Tom Wesselmann, Jasper Johns, Inman María, James Rosenquist y Robert Watts.
Fue uno de los artistas pioneros en el uso del neón en las obras de arte. Esto se vio en 1965 en las exposiciones Apples to Xerox y Neon Rainbows, ambas en The Bianchini Gallery. Luego, en 1967 en la exposición Unidentified Flourecent Objects (UFOs) (exposición de objetos fluorescentes no identificados (ovnis)), mostró una colección de esculturas de luz de neón. Esta  muestra realizada la Howard Wise Gallery, precursora de la organización Electronic Arts Intermix (EAI) Uno de los ovni de Apple se incluyó en una exposición de 2013 que reconsideraba la influencia de la Howard Wise Gallery.
En 1969, el artista fundó Apple, uno de los primeros espacios de exposición alternativos de Nueva York, en el 161 de la calle Veintitrés Oeste, con el fin, según declaró, de «proporcionar un espacio alternativo independiente y experimental para la presentación de [su] obra y la de otros». Inicialmente, el espacio de exposición formaba parte de su propio estudio. Durante sus cuatro años, Apple produjo 35 obras en el lugar y acogió trabajos de otros artistas, como Geoff Hendricks, Mac Adams, Davi Det Hompson, Larry Miller y Jerry Vis. El espacio se consideraba tanto un lugar de exposición como un foro para el arte y el discurso.
En 1974, la primera gran exposición de Apple se celebró en la Serpentine Gallery de Londres: From Barrie Bates to Billy Apple. En 1975, Apple regresó a Nueva Zelanda por primera vez en dieciséis años. Durante la visita, se embarcó en una gira nacional de exposiciones con el apoyo del Queen Elizabeth II Arts Council. El Consejo de las Artes volvió a invitar a Apple a realizar una gira durante el verano de 1979-1980. La exposición que realizó se llamaba The Given as an Art Political Statement. Durante cada gira, expuso en espacios de todo el país.
Durante la década de 1980, la práctica de Apple se centró en la economía del mundo del arte. La exposición Art for Sale en la galería Peter Webb en 1980 estaba formada por una serie de obras de arte que eran recibos reales del pago realizado al artista. Esta obra dio paso a una serie llamada Transactions. Otras series de obras importantes que se iniciaron en la década de 1980 son Golden Rectangle series y From the Collection. En 1983 realizó una manzana de oro macizo para el antiguo director de la Auckland Coin & Bullion Exchange, Ray Smith, valorada en 85 000 dólares neozelandeses, la obra más cara realizada por un neozelandés vivo en aquella época y un importante precursor de la calavera de diamantes de Damien Hirst de 2007, titulada For the Love of God. La manzana de oro se expuso posteriormente en Artspace, Auckland, en 2004, como parte de una instalación desarrollada con su colaborador habitual y escritor, Wystan Curnow.
Regresó a Nueva Zelanda de forma permanente en 1990 y vivió en Auckland. En 1991, la City Art Gallery de Wellington organizó una muestra de su obra durante una década: As Good as Gold: Billy Apple Art Transactions 1981-1991. Se están llevando a cabo negociaciones entre Saatchi & Saatchi y el centro de investigación hortícola de Nueva Zelanda para desarrollar una manzana que podría llamarse "Billy Apple". En 2001, Apple creó una empresa, "Billy Apple Ltd", en previsión de conseguir la licencia de los derechos de comercialización de esta nueva manzana.
El artista tenía un interés y una implicación de larga data en el automovilismo, que se reconoció con dos vehículos de su propia colección en la encuesta As Good as Gold de 1991 y la publicación que la acompañaba. Este interés se puso de manifiesto con The Art Circuit, una obra de performance sonora que incorporaba motos y pilotos famosos y que se montó en la explanada de la Auckland Art Gallery en 2007. Le siguió la exposición individual de 2008, The Bruce and Denny Show, presentada en Two Rooms en 2008 como homenaje a la marca McLaren, y en particular a los triunfos automovilísticos de Bruce McLaren y Denny Hulme de 1967 a 1969. La exposición incluía el coche de carreras McLaren M8A-2 de Hulme, valorado en 1,5 millones de dólares, y obras de texto que hacían referencia a los circuitos en los que se corría y a la librea de los coches de los dos pilotos.
En 2008, Apple fue objeto de un documental de larga duración titulado "Being Billy Apple". Producido por Spacific Films y dirigido por la galardonada cineasta Leanne Pooley, el documental cuenta la historia de la vida de Billy Apple, desde su época de POP, pasando por su implicación en el movimiento artístico conceptual de Nueva York durante la década de 1970, hasta sus actuales actividades de "horticultura/arte" de Apple.
En 2009, la Adam Art Gallery de Wellington organizó la exposición Billy Apple: Nueva York 1969-1973, que abarcaba las actividades realizadas por el artista en la galería sin ánimo de lucro que dirigía desde el 161 de la calle 23 Oeste. Más tarde, en 2009, el Centro de Arte Contemporáneo Witte de With de Ámsterdam presentó una gran exposición en dos partes, comisariada por Nicolaus Schafhausen; la primera, Billy Apple: A History of the Brand (Historia de la marca), repasa toda la práctica del artista desde sus inicios como marca propia hasta la actualidad; la segunda, Revealed/Concealed (Revelado/Ocultado), se centra en sus obras que critican el lugar del arte a través de intervenciones arquitectónicas.
En 2015, Apple fue objeto de una importante exposición retrospectiva en la Galería de Arte de Auckland Toi o Tamaki, comisariada por Tina Barton[. Billy Apple tuvo una presencia en toda la ciudad durante la retrospectiva con muchas otras instituciones y galerías de la ciudad que celebraron independientemente presentaciones de la obra del artista al mismo tiempo, incluyendo Artspace NZ, Te Uru Waitakere Contemporary Gallery, Melanie Roger Gallery, Starkwhite y Gow Langsford Gallery. Con motivo de la retrospectiva también se lanzaron comercialmente las sidras Billy Apple y una aplicación desarrollada por la Junta Local de Albert Eden llamada Billy Apple Compass que podía utilizarse para navegar por las esculturas públicas del artista.
En 2009, Apple donó sangre al artista y científico neozelandés Craig Hilton, lo que dio lugar a una serie de tres proyectos de ciencia y arte de Hilton. En The Immortalisation of Billy Apple® (2010) se creó una línea celular a partir de las células de Apple utilizando un virus para alterar las células de Apple, de modo que se regeneraran para siempre. Las líneas celulares -que llevan el nombre formal de Billy Apple®- se conservan en la Facultad de Ciencias Biológicas de la Universidad de Auckland y en la American Type Culture Collection de Virginia. En la segunda obra, Hilton encargó a la empresa New Zealand Genomics Ltd, con sede en la Universidad de Otago, la secuenciación de todo el genoma de Apple para "La digitalización de Billy Apple". En la tercera obra de Hilton, El análisis del genoma de Billy Apple (2014), el artista presenta la información genética personal de Apple en un diagrama de Circos. Hilton afirma que las obras están diseñadas para provocar el debate en torno a los avances científicos y los desafíos éticos que generan.
"Es el proyecto más complejo y radical en el que ha participado Apple desde el cambio de nombre. También es la forma en que la marca sobrevivirá al cuerpo", escribió el crítico de arte Anthony Byrt en la revista Metro.
Apple murió en la mañana del 6 de septiembre de 2021 tras una "breve enfermedad".